# Escola Kanō

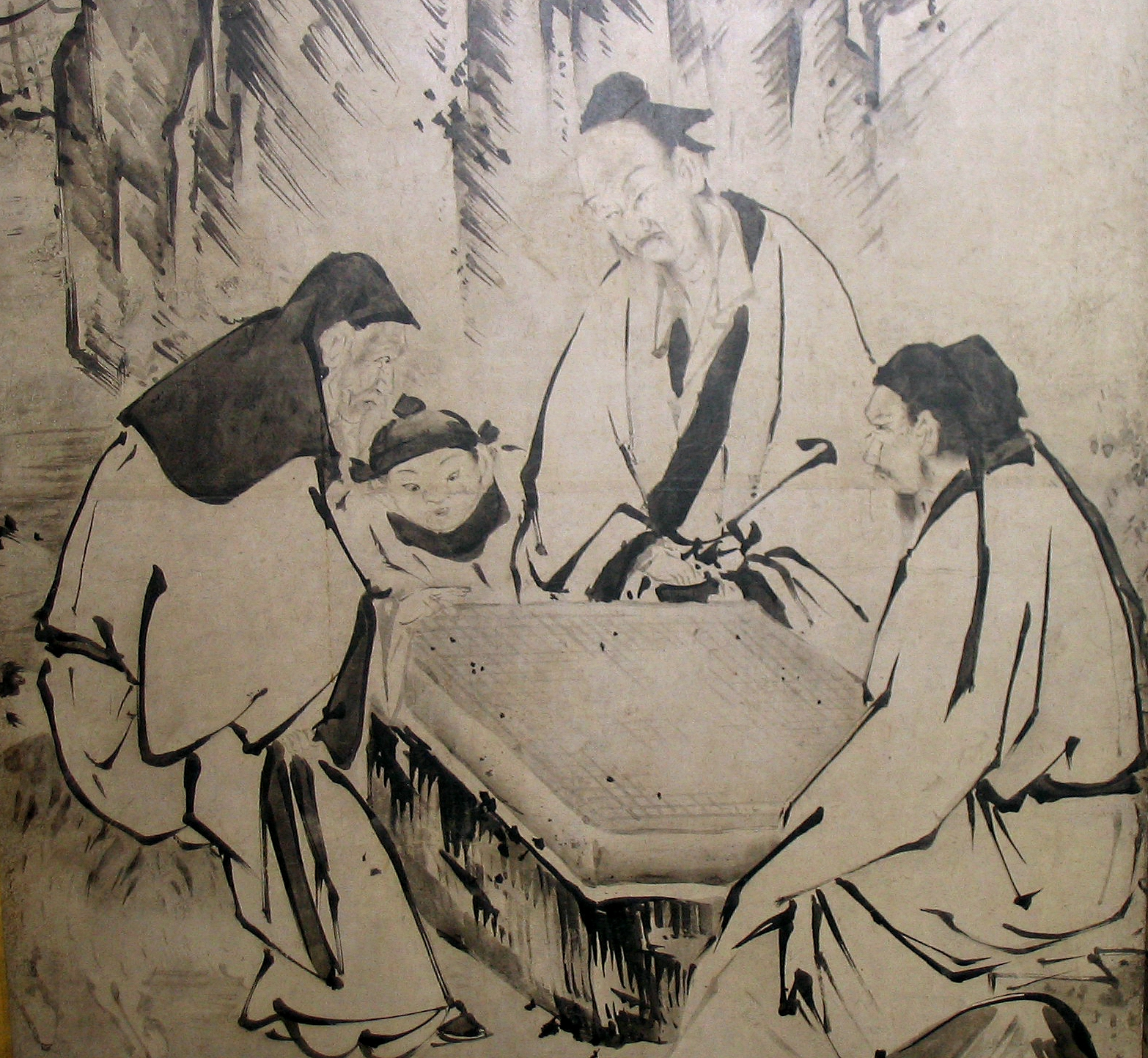
Detall d’Els quatre assoliments, de Kanō Eitoku. Un de sis paravents: tinta sobre paper. Mostra unes persones jugant al go

L'escola Kanō (狩野派, Kanō-ha) és una de les més famoses de la pintura japonesa. La va fundar Kanō Masanobu (1434-1530), un contemporani de Sesshu i alumne de Shubun. Alguns especialistes diuen que, tot i que Masanobu dominava els elements de la pintura xinesa i de l'estil de Shubun, era en general mediocre i mancat de l'originalitat i la creativitat del seu mestre. Tanmateix, Masanobu va arribar a ser pintor oficial a la cort del shogun, i va ser aquesta elevada situació la que va garantir la influència i fama de l'escola Kanō. Els artistes que el van seguir van millorar el seu estil i els seus mètodes, i en una sola generació l'escola va florir.
Els treballs de l'escola eren el parangó de l'art del període Momoyama, i mentre la majoria d'escoles s'especialitzaven en un estil, mitjà, o forma, l'escola Kanō arribava a l'excel·lència en dos camps. Els pintors Kanō sovint treballaven a gran escala, pintant en portes corredisses o paravents escenes naturals d'ocells, plantes, l'aigua, o altres animals, cobrint el fons amb pa d'or. Alguns dels exemples més famosos se'n troben al castell Nijo, a Kyoto.
L'escola també és reconeguda pels seus paisatges monocroms de tinta sobre seda. Els seus pintors feien unes composicions molt planes, però equilibraven impecablement les detallades i realistes representacions d'animals i altres subjectes en primer pla amb uns abstractes (sovint completament blancs), núvols i altres elements de fons. L'ús de l'espai negatiu per a indicar distància, i per a suggerir la boirina, els núvols, el cel o el mar, prové dels estils xinesos tradicionals, i els artistes Kanō l'utilitzaven meravellosament. És interessant, potser, fixar-se en les pinzellades molt fortes amb les quals s'obtenien imatges igualment fortes sobre el que sovint és un mitjà molt subtil i suau. També és interessant observar el contrast entre aquestes pintures de tinta monocromàtiques pintades amb gran perícia i les formes d'or sobre el paper, gairebé cridaneres, però no menys precioses que aquests artistes creaven per a les parets i els paravents.

## Artistes de l'escola Kanō

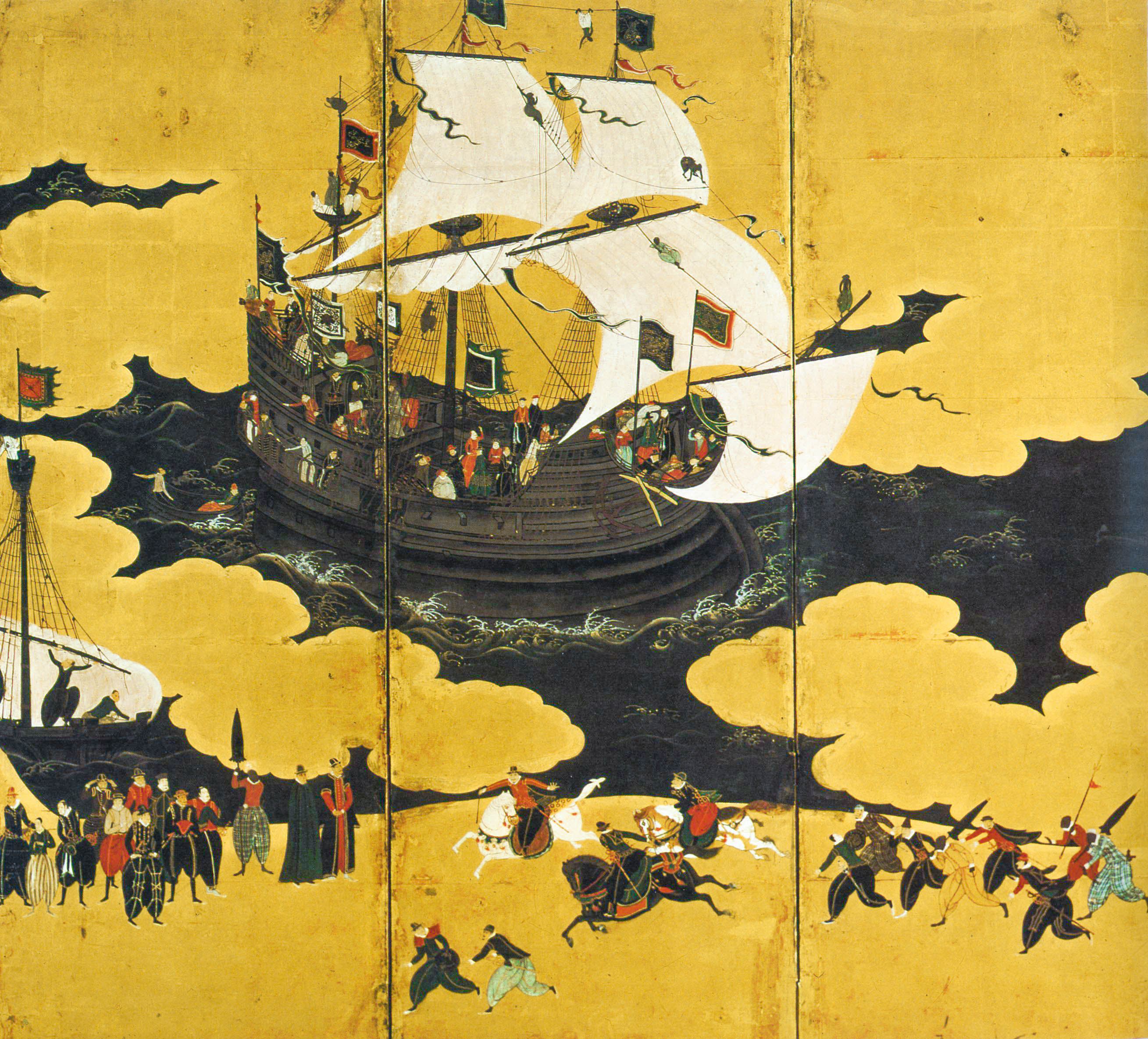
Detall d'un paravent que representa l'arribada d'un vaixell occidental, atribuït a Kanō Naizen (1570-1616)

- Kanō Masanobu (1434-1530), fundador de l'escola
- Oguri Sotan (1413-81)
- Kanō Motonobu (1476-1559), fill de Masanobu
- Kanō Eitoku (1543-1590)
- Kanō Hideyoru (m. 1557)
- Kanō Sanraku (1559-1635)
- Kanō Sansetsu (1589-1651), líder de l'escola Kyogano, una branca de l'escola Kanō, amb base a Kyoto
- Kanō Eino (1631-1697)
- Kanō Tan'yū (1602-1674)
- Kanō Tanshin (1653-1718)
- Kanō Hogai
- Hashimoto Gaho
- Watanabe Shiko (1683-1755)
- Toriyama Sekien (1712 -1788)
- Kiyohara Yukinobu